# افرای نیکو
افرای نیکو (نام علمی: Acer maximowiczianum) نام یک گونه از سرده افرا است.